# アントワネット・ポーティス
アントワネット・ポーティス（Antoinette Portis）は、グラフィックデザイナー、絵本作家。

## 来歴
カリフォルニア大学ロサンゼルス校で美術を学ぶ。グラフィックデザイナー、アートディレクター、ディズニー社のクリエイティブディレクターとして活躍した後、アーティストとして独立。初めての絵本である『はこ は はこ？』（光村教育図書）で、ドクター・スースー賞銀賞を受賞。
2015年に『まって』で第21回日本絵本賞翻訳絵本賞を受賞。

## 主な著作

### 絵本
- 『はこははこ？』（原題: Not A Box） 訳／中川ひろたか  （2007年10月、光村教育図書、ISBN 978-4895726696）
- 『きがきじゃない』（原題: Not A Srick）  訳／中川ひろたか  （2008年5月、光村教育図書、ISBN 978-4895726757）
- 『いろいろペンギン』（原題: A Penguin Story）  訳／ふしみみさを  （2009年8月、光村教育図書、ISBN 978-4895726900）
- 『あきちゃった！』  訳／なかがわちひろ  （2014年8月、あすなろ書房、ISBN 978-4751527115）
- 『まって』 訳／椎名かおる  （2015年7月、あすなろ書房、ISBN 978-4751528037）